# Selber Forst
Selber Forst – dawny obszar wolny administracyjnie (gemeindefreies Gebiet) w Niemczech w kraju związkowym Bawaria, w rejencji Górna Frankonia, w regionie Oberfranken-Ost, w powiecie Wunsiedel im Fichtelgebirge. Obszar był niezamieszkany.
1 kwietnia 2013 obszar został rozwiązany, a jego cały teren włączono do miasta Selb.